# Cryptolepis gillettii
Cryptolepis gillettii är en oleanderväxtart som beskrevs av Hutchinson och E. A. Bruce. Cryptolepis gillettii ingår i släktet Cryptolepis och familjen oleanderväxter. Inga underarter finns listade i Catalogue of Life.